# حافريات زوالية
الحافريات الزوالية (الاسم العلمي: Meridiungulata)، فرع حيوي منقرض بمرتبة فئة أو رتبة عليا، تشمل حافريات أمريكا الجنوبية الوحشيات النارية [الإنجليزية] (ربما تشمل الحافريات الغريبة [الإنجليزية])، وحشيات البرق [الإنجليزية]، والحافريات الجنوبية [الإنجليزية] وناعمة الكعب [الإنجليزية].